# Zarcosia erythraeus
Zarcosia erythraeus es una especie de coleóptero de la familia Aderidae.

## Distribución geográfica
Habita en Eritrea.